# 마더 (2010년 드라마)
마더(Mother)는 2010년 4월 14일부터 6월 23일까지 NTV를 비롯한, 요미우리 TV(이하 YTV - 긴키 광역권), 주쿄 TV 방송(이하 CTV - 주쿄 광역권), 후쿠오카 방송(이하 FBS) 등 26개 NNN 지역 민방 네트워크를 통해서, 수요드라마(매주 수요일 22:00 ~ 22:54)로 방송된 마츠유키 야스코 주연의 드라마이다. 제1화 30분 연장 (22:00 ~ 23:24), 최종화 15분 연장 (22:00 ~ 23:09).
- Yahoo! JAPAN에서 실시된 2010년 봄 드라마 만족도 랭킹에서, 전체 투표율의 22% (14805표)의 지지를 얻어 1위에 뽑혔다.
- 더 텔레비전 제65회 드라마 아카데미상에서는 최우수 작품상을 비롯 여우주연상에 마츠유키 야스코, 여우조연상에 다나카 유코, 신인상에 아시다 마나, 감독상에 미즈타 노부오, 각본상에 사카모토 유지가 수상하며 총6관왕을 차지했다.

2016년 터키에서 《아네》의 제목으로 리메이크판이 제작되어 방송될 예정임을 밝혀졌다. 대한민국의 경우, 《마더》의 제목으로 리메이크판이 tvN에서 2018년 1월 24일부터 방영을 개시하였다.

## 개요
여성의 모성을 모티브로 한 사회파 서스펜스 드라마. 완전 오리지널 스토리로 사카모토 유지가 쓴 각본. 마츠유키 야스코는 이 드라마가 연속 드라마로써는 약 3년만, 주연으로서는 약 12년만에 출연하는 드라마이다.
다나카 유코는 1986년에 TBS에서 방송된 《신부 인형은 잠들지 않는다》 이후 24년만에 출연하는 민영방송 연속 드라마. 또 NHK 아침 TV 소설 《웰카메》의 주연으로 주목받은 쿠라시나 카나는 민영방송의 황금시간대 드라마에는 처음으로 출연한 작품이다.
캐치 카피는 '모성은 여성을 미치게 만든다.'.

## 줄거리
초등학교 교사 나오는 어머니에게서 학대 받는 학생 레나에게 모성을 느낀다. 충동적으로 레나의 어머니가 되기로 결심한 나오는 학교에 사직서를 내고, 모녀지간의 도피 생활을 시작한다.

## 등장 인물
- 스즈하라 나오(35) - 마츠유키 야스코

스즈하라 가의 장녀. 무로란에 있는 대학에서 철새에 대한 연구를 하고 있었지만, 시설 폐쇄로 인해 초등학교 교사를 임시적으로 하고 있다. 철새 외에는 관심있는 것도 없는 냉정하고 까칠한 성격. 감정 표현에 서툴고, 언제나 생각을 알 수 없는 무표정이다. 10년 이상 가족과 떨어져 홋카이도에서 혼자 살고 있고, 어딘지 모르게 가족 주위를 겉도는 느낌이 있다. 5살 때 어머니에게 버림 받고 7살 때까지 아동 보호 시설에서 자랐다. 친모의 얼굴은 기억하지 못하나, 왜 자신을 버렸는지 알고 싶어 한다. 생년월일이 1975년 1월 31일이라는 것은 친모 외에는 아무도 모르고, 본인도 시설에 들어간 날을 생일로 정했다.
출산 휴가 중인 동료 교사를 대신해 1학년 담임을 맡고, 거기서 레나를 만난다. 자꾸 옆에서 조잘대는 레나를 귀찮아 했지만, 이야기를 나눌 수록 서서히 마음을 연다. 레나가 가정 학대를 받고 있는 것을 알게 되지만 관계되기를 피한다. 그러던 중 학대를 받고 쓰레기 봉투에 담겨 집 앞에 버려진 레나를 발견하고, 레나의 엄마가 되기로 결심, 레나를 유괴해 가짜 모녀지간으로 도망생활을 시작한다.
- 미치키 레나 / 스즈하라 츠구미(07) - 아시다 마나

나오의 제자. 아직 어리지만 현실적인 사고를 가지고 있으며, 좋아하는 것을 적어 놓은 수첩을 늘 가지고 다닌다. 엄마 히토미와 그녀의 남자친구에게서 가정 학대를 받으면서도 필사적으로 견디지만, 끼니를 자주 걸러 영양실조를 앓고 있다.
여느 때처럼 히토미에게 학대를 당한 뒤 쓰레기봉투에 담겨 버려져 있었을 때 나오의 도움을 받고, "너를 납치해 너의 엄마가 될 거야."라고 말하는 나오를 따라 나선다.
- 후지요시 슌스케(33) - 야마모토 코지

잡지 '주간 서프라이즈' 기자. 상대에게 실례인 것을 아무렇지 않게 말하는 성격. 날카로운 관찰력을 가졌다. 레나의 사건을 취재하던 중, 대학에서 형 켄스케를 기다리던 나오가 관련된 것을 눈치 채고 입막음 용으로 돈을 요구하며 따라다닌다. 전에 유아 학대 취재로 알고 지내던 피해 아동이, 아버지의 발길질에 사망한 사건을 겪고, 그 아동을 지키지 못한 자신을 원망하고 있다. 나오가 레나를 납치한 것은 그 때 자신이 하고 싶었지만 할 수 없었던 것이며, 항상 따라다니는 것은 두 사람의 미래를 끝까지 보고 싶기 때문이라고 고백한다. 그 후로는 학대 아동을 구하지 못한 자신의 괴로운 경험에 보답하듯, 여러 방면에서 나오나 츠구미를 적극적으로 도와주는 존재가 된다.
- 스즈하라 메이(26) - 사카이 와카나

스즈하라 가의 차녀. 속도위반으로 결혼식을 앞두고 있다. 태아의 심장에 장애가 있는 것을 알게되며 그 자리에서 중절을 결심하지만, 어느새 자라난 모성 때문에 낳기로 한다.
- 스즈하라 카호(22) - 쿠라시나 카나

스즈하라 3자매의 막내. 밝은 성격을 가졌으며, 소꿉친구인 코헤이와 교제하고 있다. 나오가 혈육지간이 아닌 것을 알게 되어도 변함없이 친언니처럼 대한다.
- 미치키 히토미(29) - 오노 마치코

레나의 친모. 남편과 사별 후 마사토와 교제하고 있다. 마사토의 학대에 가담해 레나의 식사를 챙겨주지 않는 등 부모로서의 역할을 다하지 않고 있다. 어느 날 마사토가 레나를 성적인 대상으로 대하고 있는 모습에 이성을 잃고, 레나를 쓰레기봉투에 담아 내다 버린다.
- 우라카미 마사토(29) - 아야노 고

히토미의 남자친구. 히토미의 집에서 먹고, 자고, 게임을 하며 레나를 학대하고 있다. 레나를 성적으로 보는 듯한 행동도 서슴지 않는다.
- 기마타 코헤이(22) - 가와무라 요스케

카호의 남자친구.
- 소데카와 타마미(36) - 이치카와 미와코

대학병원 의사이자 하나의 주치의.
- 카야마 케이고(33) - 오토오 타쿠마

메이의 약혼자. 장애를 가진 아이를 지우지 않는 메이와의 결혼을 반대하는 부모의 반대로 헤어지려고 마음 먹지만, 결국에는 메이와의 결혼을 택한다.
- 후지요시 겐스케(38) - 다나카 미노루

대학 조교수. 슌스케의 형. 나오를 좋아한다.
- 스즈하라 토코(55) - 다카하타 아츠코

스즈하라 3자매의 모친.
- 모치즈키 하나(55) - 다나카 유코

이발소 '스미레'를 경영하고 있는 나오의 친모. 어떤 사건을 일으켜 징역 15년의 실형 판결을 받고 도치기형무소에서 13년간 복역했다. 도쿄로 돌아온 나오를 단번에 알아보고 물심양면으로 도와준다.

## 제작진
- 각본 - 사카모토 유지
- 연출 - 미즈타 노부오, 나가누마 마코토
- 음악 - REMEDIOS
- 사운드 디자인 - 이시이 카즈유키
- 치프 프로듀서 - 다나카 요시키
- 프로듀서 - 츠기야 히사시, 치바 유키토시
- 제작 - NTV

## 주제가
- hinaco - 웃는 얼굴 SMILE (泣き顔スマイル 나키가오스마이루[*]) (리듬존)

## 방송일·부제·시청률
| 각 화                                           | 방송일          | 서브타이틀                                 | 서브타이틀 (원제)                     | 연출            | 시청률 |
| ----------------------------------------------- | --------------- | ------------------------------------------ | ------------------------------------- | --------------- | ------ |
| 제1화                                           | 2010년 4월 14일 | 아동 학대에서 탈출 철새가 되어버린 두 사람 | 児童虐待からの脱出 渡り鳥になった二人 | 미즈타 노부오   | 11.8%  |
| 제2화                                           | 2010년 4월 21일 | 있을 곳이 없는 두 사람                     | 居場所のない二人                      | 미즈타 노부오   | 12.0%  |
| 제3화                                           | 2010년 4월 28일 | 엄마 손의 따스함                           | 母の手のぬくもり                      | 미즈타 노부오   | 12.8%  |
| 제4화                                           | 2010년 5월 5일  | 학교에 보내고 싶다                         | 学校へ行かせたい                      | 나가누마 마코토 | 10.0%  |
| 제5화                                           | 2010년 5월 12일 | 두 명의 "어머니"                           | 二人の“母親”                          | 미즈타 노부오   | 11.9%  |
| 제6화                                           | 2010년 5월 19일 | 안녕, 엄마                                 | さよならお母さん                      | 미즈타 노부오   | 13.9%  |
| 제7화                                           | 2010년 5월 26일 | 그 애를 돌려줘요!                          | あの子を返して!                       | 나가누마 마코토 | 12.4%  |
| 제8화                                           | 2010년 6월 2일  | 끊을 수 없는 인연                          | 断ち切れない絆                        | 나가누마 마코토 | 14.0%  |
| 제9화                                           | 2010년 6월 9일  | 헤어지는 두 사람                           | 引き裂かれる二人                      | 나가누마 마코토 | 12.2%  |
| 제10화                                          | 2010년 6월 16일 | 한 눈에 보고싶어                           | ひと目会いたい                        | 미즈타 노부오   | 14.8%  |
| 최종화                                          | 2010년 6월 23일 | 영원히 사랑해                              | ずっと愛してる                        | 미즈타 노부오   | 16.3%  |
| 평균시청률 12.9% (비디오 리서치 간토 지방 조사) |                 |                                            |                                       |                 |        |

## 같이 보기
- 마더 (2018년 드라마)